# Ронкофреддо
Ронкофреддо (итал. Roncofreddo) —  коммуна в Италии, располагается в регионе Эмилия-Романья, подчиняется административному центру Форли-Чезена.
Население составляет 2821 человек, плотность населения составляет 55 чел./км². Занимает площадь 51 км². Почтовый индекс — 47020. Телефонный код — 0541.
Покровителем коммуны почитается священномученик Власий Севастийский, празднование 3 февраля.